# Shell keep

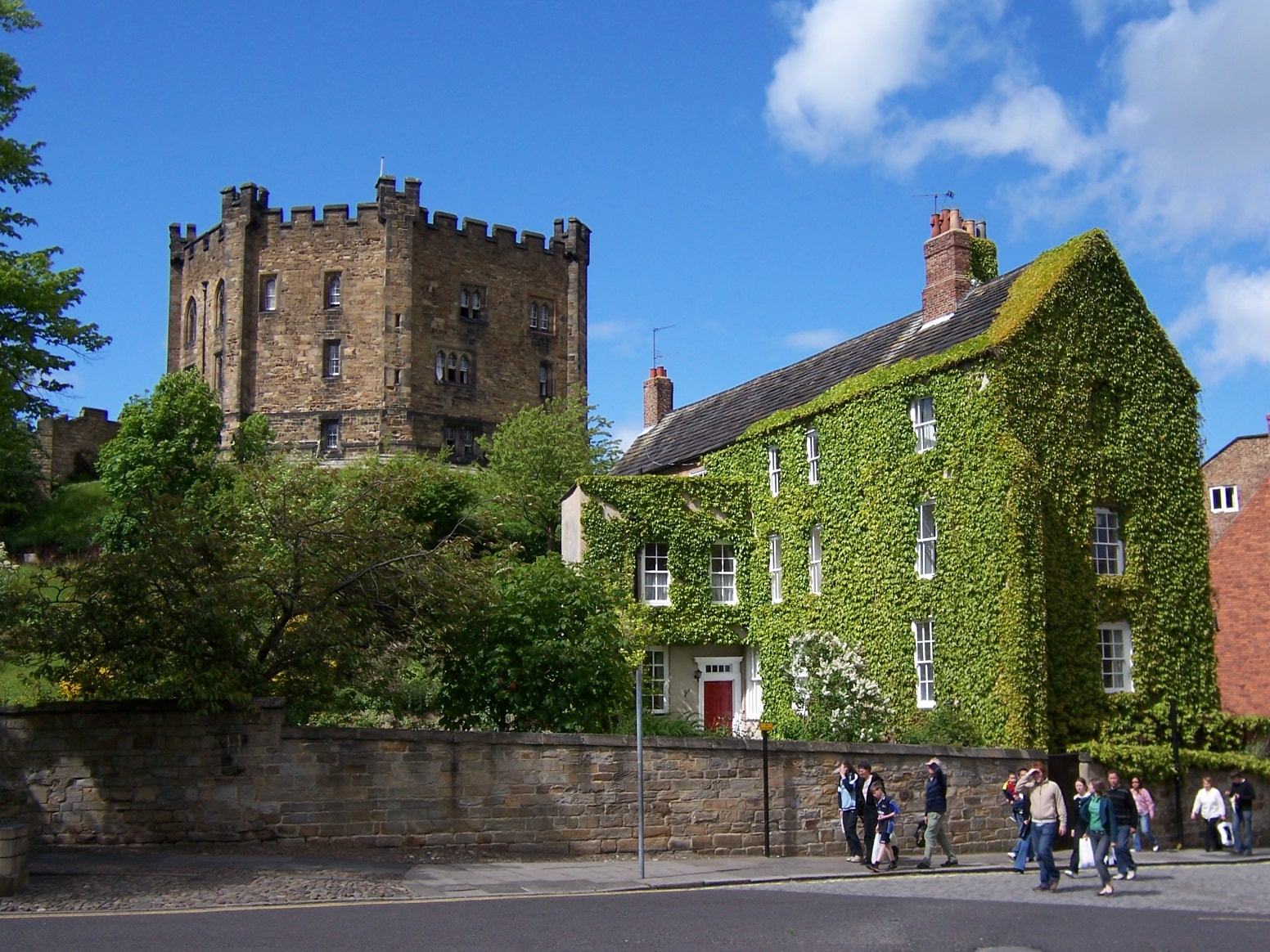
Vista traseira do shell keep do castelo de Durham.

Um shell keep é um estilo de fortificação medieval, melhor descrito como uma estrutura de pedra circulando o topo de uma mota.  Na morfologia do castelo inglês, os shell keeps são vistos como sucessores dos castelos de mota, com a cerca de madeira ao redor do topo da mota substituída por um muro de pedra.  A maioria foi construída nos séculos XI e XII e um exemplo é a Torre Redonda no castelo de Windsor.